# والدراس
والدراس (به اسپانیایی: Valderas) یکی از دهستان‌های اسپانیا است که در استان لئون، اسپانیا واقع شده‌است.

## خصوصیات
والدراس ۹۹ کیلومترمربع مساحت و ۲٬۰۴۹ نفر جمعیت دارد.

## نگارخانه

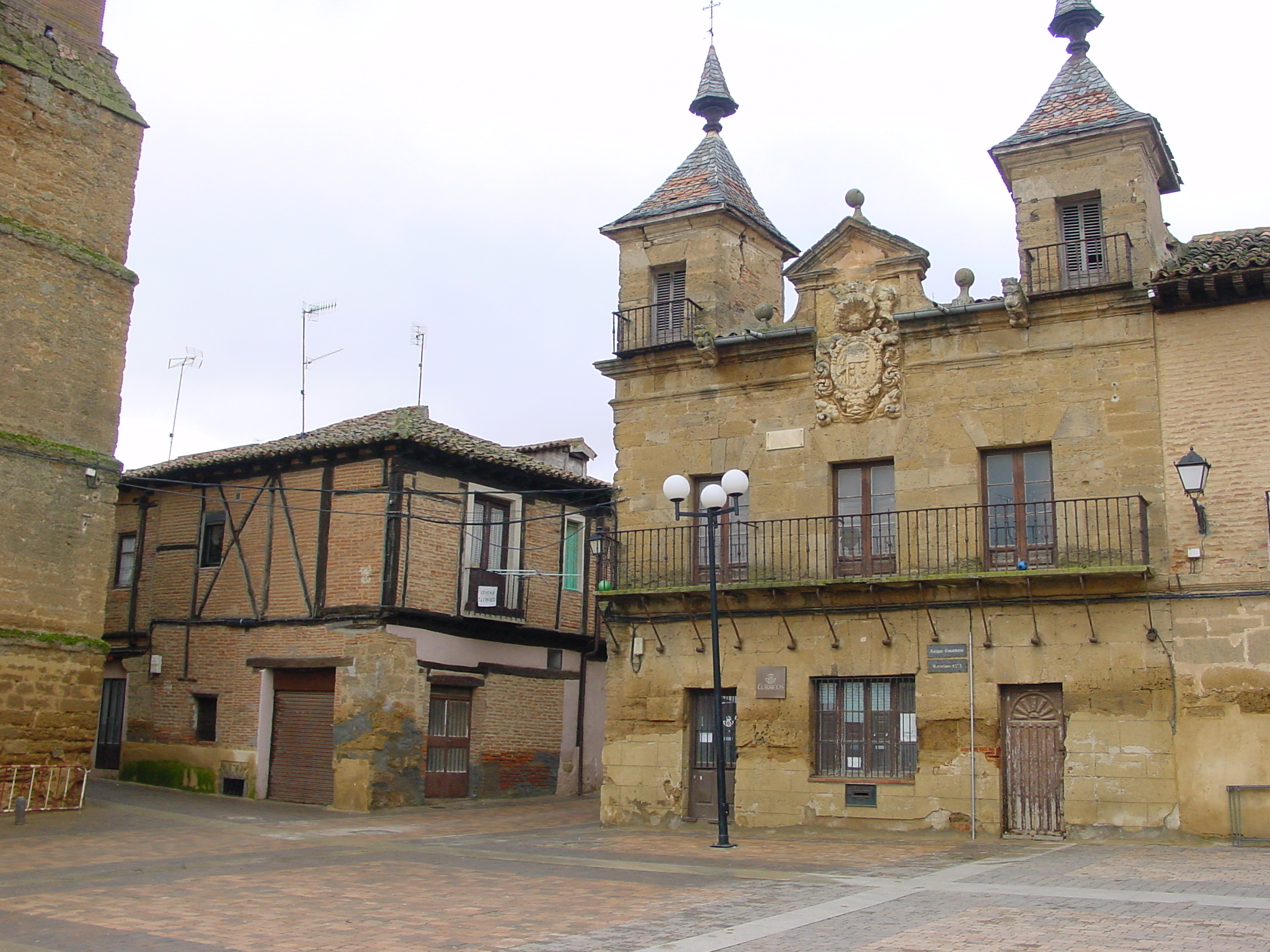
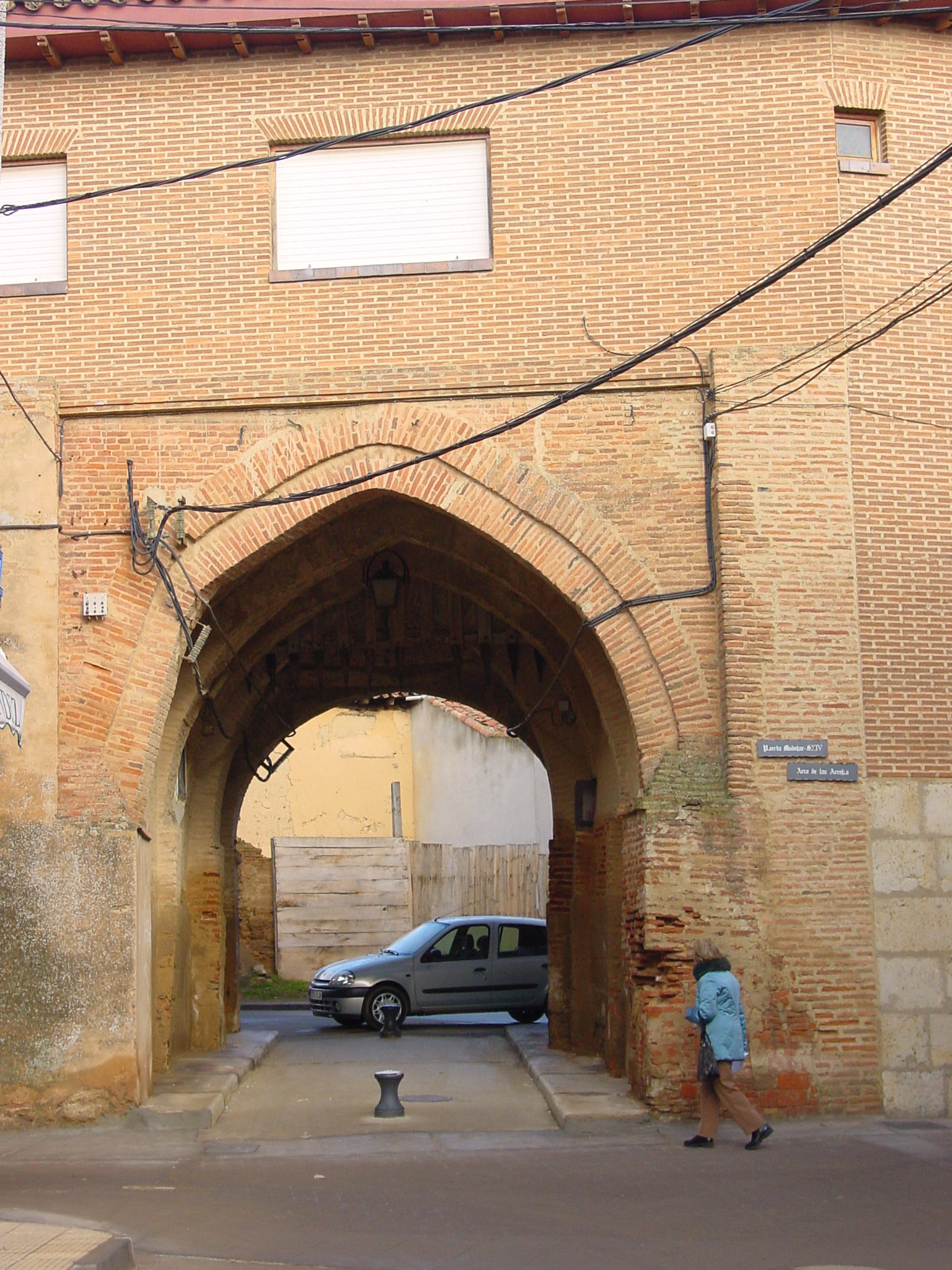
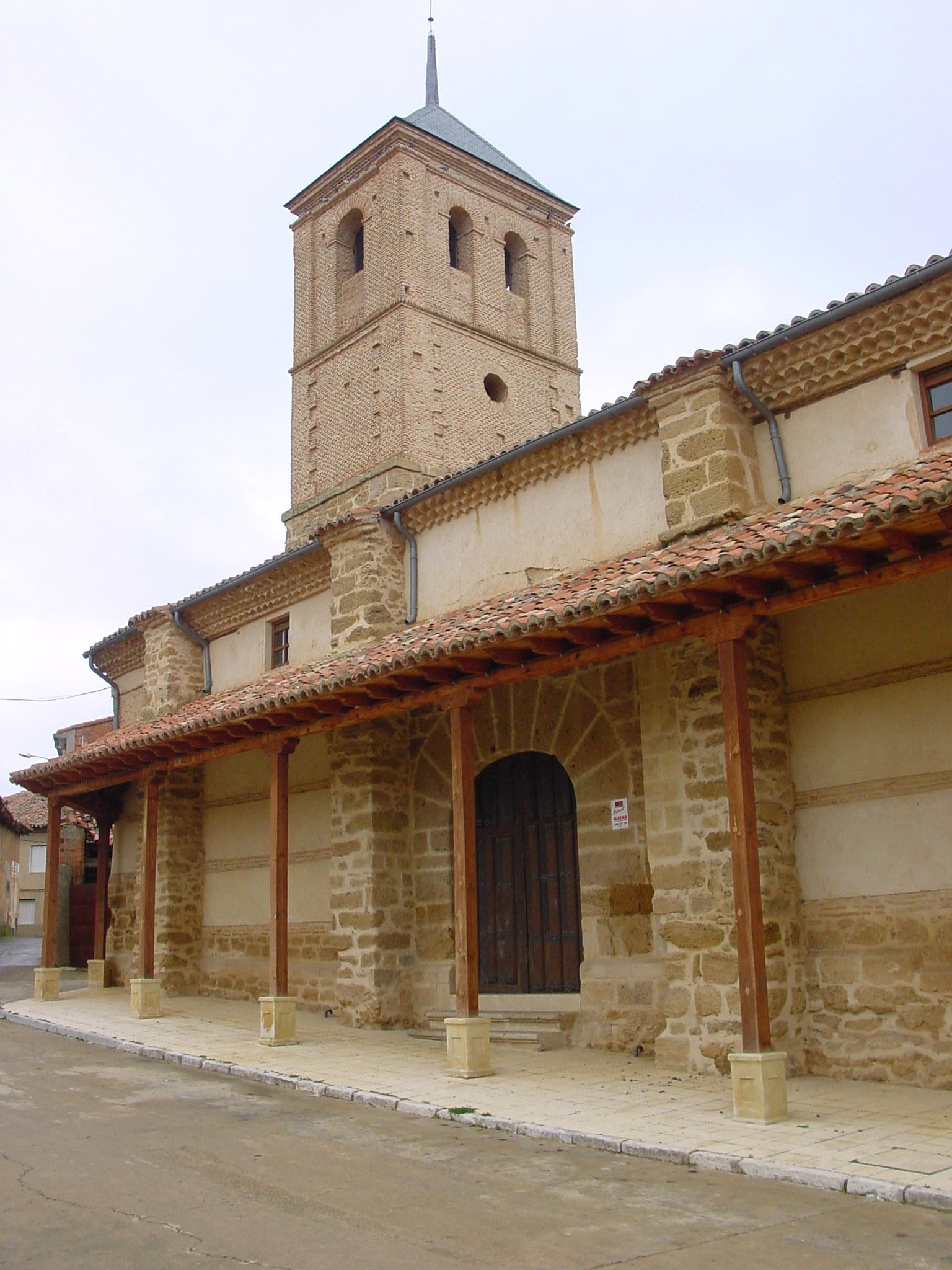